# Esqueiros, Nevogilde e Travassós
Esqueiros, Nevogilde e Travassós (llamada oficialmente União das Freguesias de Esqueiros, Nevogilde e Travassós) es una freguesia portuguesa del municipio de Vila Verde, distrito de Braga.

## Historia
Fue creada el 28 de enero de 2013 en aplicación de una resolución de la Asamblea de la República de Portugal promulgada el 16 de enero de 2013 con la unión de las freguesias de Esqueiros, Nevogilde y Travassós.

## Demografía
| Gráfica de evolución demográfica de Esqueiros, Nevogilde e Travassós entre 2011 y 2021 |
|                                                                                        |
| Datos según el nomenclátor publicado por el INE portugués.                             |